# Dee Hsu
Dee Hsu (en xinès, 徐熙娣; pinyin, Xú Xīdì; 14 de juny de 1978), també coneguda pel seu nom artístic Little S (小S; Xiǎo S), és una presentadora de televisió, actriu i cantant taiwanesa. Coneguda pel seu enginy mordaç, va ser la copresentadora de Kangxi Lai Le (2004-2016) amb Kevin Tsai, programa pel qual el duet va ser guardonat a la millor presentació d'un programa de varietats als 40ns premis Golden Bell el 2005. Hsu presenta el programa de tertúlies Hsu Girls Talk des de 2022.